# Olasz vizsla
Az olasz vizsla egy régi olasz kutyafajta.

## Megjelenése
Marmagassága 55–67 cm, testtömege 27-40 kg. Erőteljes kutyafajta. Barna orrtükrű, közepesen hosszú fejű. Nagy fogakkal rendelkezik. Erőteljes nyakú, széles hátú. Mély mellkasa van. Nagy, ovális és domború mancsa van, zárt ujjakkal. Végtagjai erős csontúak, párhuzamosak. Színe fehér, esetlegesen gesztenyebarna vagy narancssárga foltokkal.

## Egyéb tulajdonságok
- FCI-száma 202.

Ennek a 10-14 évig élő vadászkutyának 4-9 kölyke van az alomban. Természete szelíd.